# Road to Graceland
Pour plus de détails, voir Fiche technique et Distribution.
Road to Graceland (Finding Graceland) est un film dramatique américain réalisé par David Winkler en 1998

## Synopsis
Après un accident de voiture qui a coûté la vie à sa femme, Byron (Johnathon Schaech) se rend au volant de cette même voiture, la portière arrachée, en direction de Memphis. Sur la route, il prend un auto-stoppeur (Harvey Keitel) qui prétend être Elvis Presley...

## Fiche technique
- Titre français : Road to Graceland
- Titre original : Finding Graceland
- Réalisateur : David Winkler
- Scénario : Jason Horwitch
- Producteur : Cary Brokaw
- Musique : Stephen Endelman
- Image : Elliot Davis
- Montage : Luis Colina
- Décors : Jeffrey Townsend
- Costumes : Julie Weiss
- Dates de sortie :
  -  États-Unis : 12 septembre 1998
  -  France : 28 juillet 1999

## Distribution
- Harvey Keitel : Elvis
- Johnathon Schaech : Byron Gruman
- Bridget Fonda : Ashley
- Gretchen Mol : Beatrice Gruman
- John Aylward : Shérif Haynes
- Susan Traylor : Maggie
- Tammy Isbell : Heather
- Peggy Gormley : Fran
- Trae Thomas : le mécanicien
- David Stewart : Purvis
- Ken Schatz : le gérant d'hôtel
- Gene Kirkwood : Gene
- George Klein : joueur de craps
- Joe Stronski : Pit Boss
- Peter DeMaio : sosie d'Humphrey Bogart
- Louis Velez : sosie de Sammy Davis, Jr.
- Corey Sosner : sosie de Clark Gable
- Connie Freeman : sosie de Judy Garland
- Holly Farris : sosie de Mae West

## Autour du film
- Graceland est le nom de la résidence ayant appartenu au chanteur Elvis Presley, située au 3764 Elvis Presley Boulevard à Memphis (Tennessee. Elle sert actuellement de mausolée et de musée ouvert au public depuis 1982.
- Le scénario fut soumis à l'approbation de Priscilla Presley, la veuve d'Elvis Presley qui l'aima tellement qu'elle décida de participer à la production.
- Bridget Fonda déguisée en Marilyn Monroe interprète "You'd be surprised" d'Irving Berlin